# Werauhia nutans
Werauhia nutans là một loài thuộc chi Werauhia. Đây là loài đặc hữu của Costa Rica.